# オクテット・プレイズ・トレーン
『オクテット・プレイズ・トレーン』（Octet Plays Trane）は、デヴィッド・マレイ八重奏団のアルバム。1999年に録音され、2000年にジャスティン・タイム・レーベルから発売された。そのメンバーは、デヴィッド・マレイ、ラスール・シディック、ヒュー・ラギン、クレイグ・ハリス、ジェイムズ・スポールディング、ラヴィ・ベスト、ディー・ディー・ジャクソン、マーク・ジョンソン、ジャリブ・シャヒードらである。「トレーン」は「コルトレーン」の略であり、演奏曲の中にジョン・コルトレーンの曲の「マレイ版」が含まれている。また、このアルバムはボブ・シールに捧げられたものである。

## 評価
『オールミュージック』のアル・キャンベルのレヴューでは星4.5が与えられ、「それまで聞いてきた音楽は、15分におよぶ『至上の愛 パート1：感謝』に至ってくつろぎ落ち着いたものになる。マレイはここで、彼がジョン・コルトレーンの音楽を研究しただけでなく、彼という存在を楽器を通して表現することにこだわりを持っているのだということを表現しているのだ。」と述べている。

## 曲目
1. "Giant Steps" - 14:02
2. "Naima" - 7:34
3. "The Crossing" (Murray) - 10:33
4. "India" - 8:48
5. "Lazy Bird" - 13:06
6. "A Love Supreme, Part 1: Acknowledgement" - 15:20

特に表記がない限り、すべてジョン・コルトレーンによる作曲
- - 1999年4月30日から5月1日かけて録音

## 演奏者
- デヴィッド・マレイ - tenor saxophone, bass clarinet
- Rasul Siddik - trumpet
- Hugh Ragin - trumpet
- Ravi Best - trumpet
- Craig Harris - trombone
- James Spaulding - alto saxophone, flute
- D.D. Jackson - piano
- Mark Johnson - drums
- Jaribu Shahid - bass

## 註
1. ↑  Justin Time catalogue accessed November 28, 2008
2. ↑  Campbell, A. Allmusic Review accessed Semptember 7, 2011